# Văratic (Ialoveni)
Văratic è un comune della Moldavia situato nel distretto di Ialoveni di 1.064 abitanti al censimento del 2004